# Рудолф VI фон Верденберг-Сарганс
Рудолф VI фон Верденберг-Сарганс (на немски: Rudolf VI. von Werdenberg-Sargans; * 1344; † 1367, Родос) от род Верденберги, е вторият граф на Верденберг-Сарганс-Вадуц в Лихтенщайн.

## Биография
Той е най-големият син на граф Хартман III фон Верденберг-Сарганс († 1354) и съпругата му Агнес фон Монфор-Фелдкирх († 1379), дъщеря на граф Рудолф IV фон Монфор-Фелдкирх († 1375) и Анна фон Берг-Шелклинген († 1362). Брат е на Хайнрих V фон Верденберг-Сарганс († 1397), Хартман фон Верденберг-Сарганс († 1416), епископ на Кур (1389 –1416), и на Елизабет фон Верденберг († сл. 1412).
След смъртта на баща му Хартман III на 27 август 1354 г. той е до пълнолетието си под опекунството на чичо му Рудолф IV († 1362, убит в Чиавена). Майка му Агнес се омъжва втори път пр. 1360 г. за Волфхарт (Волфрам) I фон Брандис († 1371). Полубратята му са фрайхер Волфхарт IV фон Брандис († 1418) и Улрих Тюринг фон Брандис († 1408/1409).
Баща му и чичо му подписват документ на 3 май 1342 г. в дворец Сарганс за разделянето на страната. Така господството Верденберг-Сарганс е разделено на лява и дясна половина на река Рейн. Рейн и днес е границата между Австрия, Лихтенщайн и Швейцария. Едва през 1363 г. той поема управлението на Вадуц и управлява заедно с брат си.
През 1365 г. Рудолф VI участва в битка срещу Конрад фон Фрайберг, и попада в плен. Фамилията плаща голяма сума и той е освободен. На 6 декември 1366 г. той тръгва на поклонение до Йерусалим заедно с чичо му граф Улрих III фон Монфор-Фелдкирх († 1 ноември 1367, Родос), двамата умират обаче през 1367 г. на остров Родос.

## Памет
Годишнината на Рудолф VI се чества на 25 август от „Йоханската църква“ във Фелдкирх.